# Begonia rubropilosa
Espèce
Synonymes
- Begonia handelii var. rubropilosa (préféré par NCBI)[2]
- Begonia rubropilosa[2]

Begonia rubropilosa est une espèce de plantes de la famille des Begoniaceae.
Elle a été décrite en 1859 par Alphonse Pyrame de Candolle (1806-1893).

## Répartition géographique
Cette espèce est originaire du pays suivant : Brésil.